# John Patitucci
John James Patitucci (22. december 1959 i New York) er en amerikansk bassist. 
Patitucci kom frem med Chick Coreas Electric Band i 1985. Han har har også spillet i Wayne Shorters kvartet i begyndelsen af 2000'erne og har lavet en snes soloplader i eget navn. 
Han har igennem tiden spillet med Roy Haynes, Dave Weckl, Herbie Hancock, Stan Getz, Michael Brecker, George Benson, John Abercrombie, Jack DeJohnette, Tony Williams, Randy Brecker, Freddie Hubbard, Sting, Carly Simon, McCoy Tyner og B.B. King etc. 
Patitucci, som både spiller kontrabas og elbas professionelt, spiller i de fleste genrer. 

## Diskografi
I eget navn
- John Patitucci
- On the Corner
- Sketchbook
- Heart of the Bass
- Another World
- Mistura Fina
- One More Angel
- Now
- Imprint
- Communion
- Songs, stories and Spirituals
- Line by Line
- Remembrance

Medvirkende på andres album, i udvalg
- The Chick Corea Electric Band – Chick Corea
- Light Years – Chick Corea
- GRP Super Live – Chick Corea, Dave Grusin, Lee Ritnour
- Eye Of The Beholder – Chick Corea
- Inside Out – Chick Corea
- Beneath The Mask – Chick Corea
- To The Stars – Chick Corea
- Chick Corea Accustic Band – Chick Corea
- Alive – Chick Corea
- Live at The Blue Note in Tokyo – Chick Corea